# L'Innocent Casimir
Pour plus de détails, voir Fiche technique et Distribution.
L'Innocent Casimir (L'innocente Casimiro) est une comédie sentimentale italienne réalisée par Carlo Campogalliani et sortie en 1945.

## Synopsis
Marcella Corra, issue d'une famille de la haute bourgeoisie, a un faible pour le naïf Casimiro Pelagatti, professeur d'histoire dans un internat. Pour attirer son attention, elle ne trouve pas de meilleure solution que de révéler au directeur de l'internat qu'elle est aux prises avec une grossesse dont le professeur serait responsable. Pelagatti, ignominieusement exclu de l'institut, doit également s'engager à aller voir la famille de Marcella, avec une lettre du directeur expliquant ce qui s'est passé, et à lui proposer un éventuel mariage réparateur.

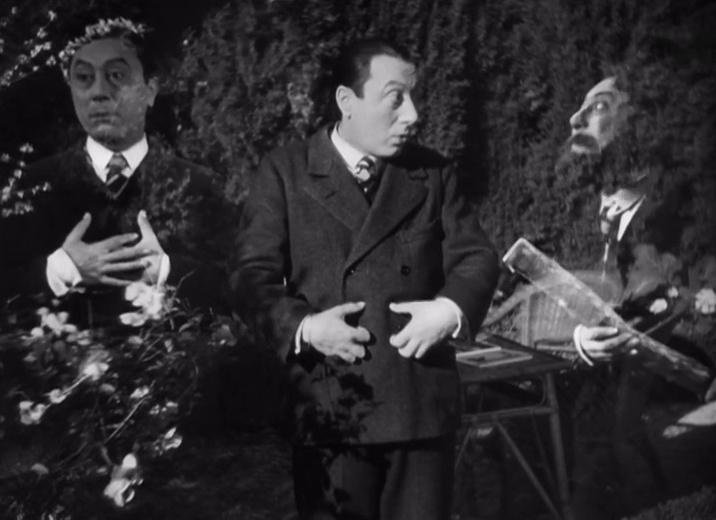
Casimir aux prises avec les deux autres visages de son subconscient.

En cours de route, l'entreprenant jeune homme a déjà, à l'insu de l'institutrice, modifié le contenu de la missive de sorte que, lorsque tous deux arrivent à la luxueuse villa des Corra, Casimiro, en compagnie du petit chien Vercingetorige, est chaleureusement accueilli comme le tuteur qui devra suivre Marcella dans ses études, lors d'une interruption des activités scolaires due à une épidémie de « rougeole cérébrale ». Il doit ainsi se familiariser avec l'étrange faune qui compose la famille Corra : le chef de famille distrait et farceur, la tante, dévouée à l'étude de Shakespeare et autres poètes, Guido, le frère de Marcella, vacillant et oisif, et un majordome énigmatique. Avec l'alliance du médecin de famille, Marcella parvient également à faire croire à Casimiro qu'il est somnambule et qu'il a commis son méfait à son insu, poussé par les pulsions de son inconscient.
La maison devient alors bondée. Casimiro est rejoint par Paola, sa cousine et fiancée, qui devient immédiatement la proie des attentions de Guido, tandis que les compagnes de Marcella arrivent de l'internat. En effet, l'histoire de l'épidémie s'est répandue, obligeant le pensionnat à fermer pour de bon, prélude à l'entrée menaçante du directeur. Dans le dénouement du film, avec la révélation de la crédulité du directeur et le mariage, tenu secret pour tous, entre la tante et le majordome, grâce aux bons offices de l'esprit de Shakespeare, les fleurs d'oranger fleurissent pour Guido et Paola et, bien sûr, pour Marcella et Casimiro.

## Fiche technique
- Titre original italien : L'innocente Casimiro ou Scandalo al collegio[1]
- Titre français : L'Innocent Casimir[2]
- Réalisateur : Carlo Campogalliani
- Scénario : Mario Amendola, Carlo Campogalliani, Vincenzo Rovi (it)
- Photographie : Ubaldo Arata
- Montage : Eraldo Da Roma
- Musique : Eldo Di Lazzaro (it)
- Décors : Gastone Medin
- Production : Salvatore Apicella
- Société de production : Società Gestioni Cinematografiche
- Pays de production :  Royaume d'Italie
- Langue originale : italien
- Format : Noir et blanc - 1,37:1 - Son mono - 35 mm
- Durée : 78 minutes
- Genre : Comédie sentimentale[2]
- Dates de sortie :
  - Royaume d'Italie (1861-1946) : octobre 1945
  - France : 21 mai 1952[2]

## Distribution
- Erminio Macario : Casimir Pelagatti, dit « Pagnottella »
- Lea Padovani : Marcella Corra
- Olinto Cristina : le directeur, dit « Cetriolo »
- Baby Donall : Paola Doretti
- Ada Dondini : tante Tecla Corra
- Adriana Facchetti : Mlle Pannelli, dite « Cornacchia »
- Lauro Gazzolo : Pietro
- Loris Gizzi : Gustavo Corra
- Alberto Sordi : Guido Corra
- Enzo Biliotti : Dr. Raglia
- Adriana Serra : Silvia
- Paola Veneroni : Emilia
- Amina Pirani Maggi : la mère de Casimiro
- Vinicio Sofia : le professeur de mathématiques, dit « Polpettone »
- Letizia Quaranta : la comtesse Rosselli
- Giuseppe Pierozzi : le cocher

## Production
Adapté de la comédie musicale Scandalo al collegio de Mario Amendola, dont il devait à l'origine conserver le titre, le film a ouvert la voie à la production massive de films dérivés de la revue et de l'avanspettacolo. Lea Padovani a été formée à la revue et au théâtre, où elle ainsi que Macario et Sordi avaient trouvé refuge face aux incertitudes et aux difficultés de production en période de guerre.
Avec Rome, ville ouverte et La resa di Titì, une autre comédie réalisée par Giorgio Bianchi - c'est l'un des rares films tournés dans les mois instables qui précèdent la Libération.
La banalité du scénario, une « comédie de pensionnat » à la Mario Mattoli, est partiellement rachetée par la prestation « extravagante et clownesque » d'Erminio Macario, tandis qu'un élément de nouveauté, par rapport au répertoire de la période fasciste, a été identifié dans les références à la psychologie.